# Ayano Egami
Ayano Egami –en japonés, 江上 綾乃, Egami Ayano– (1 de abril de 1980) es una deportista japonesa que compitió en natación sincronizada. Participó en los Juegos Olímpicos de Sídney 2000, obteniendo una medalla de plata en la prueba de equipo.

## Palmarés internacional
| Juegos Olímpicos | Juegos Olímpicos | Juegos Olímpicos | Juegos Olímpicos |
| Año              | Lugar            | Medalla          | Prueba           |
| ---------------- | ---------------- | ---------------- | ---------------- |
| 2000             | Sídney (Japón)   | Medalla de plata | Equipo           |